# Synthwaves
Synthwaves is een studioalbum van Thorsten Quaeschning en Ulrich Schnauss. Het album werd opgenomen in de tijd dat beiden ook actief waren voor Tangerine Dream. Die band verloor in 2015 haar oprichter Edgar Froese, tevens mentor van beide synthesizerbespelers. Quaeschning en Schnauss kwamen met een hommage aan de oude elektronische muziek uit de Berlijnse School voor elektronische muziek die Tangerine Dream begin jaren zeventig speelde. Er zijn ambientlijnen te horen ondersteund door sequencers. Track 7 Flare zou zo van een elpee van Tangerine Dream gestolen kunnen zijn. Opnamen vonden gedurende 14 dagen plaats in de geluidsstudio Townend in Berlijn. Het album werd in  beperkte oplage uitgebracht op compact disc en elpee en was binnen enkele maanden uitverkocht. Wel bleef de mogelijkheid bestaan het album te downloaden.

## Musici
- Thorsten Quaeschning, Ulrich Schnauss – synthesizers, elektronica

## Muziek
Alle muziek werd gecomponeerd door het duo, behalve track 7 alleen door Quaeschning en track 8 door Schnauss.

| Nr. | Titel                  | Duur |
| --- | ---------------------- | ---- |
| 1.  | Main theme             | 7:02 |
| 2.  | Rain on dry concrete   | 5:42 |
| 3.  | Slow life              | 7:52 |
| 4.  | Cats and dogs          | 6:24 |
| 5.  | A calm but steady flow | 6;17 |
| 6.  | Thrist                 | 8:12 |
| 7.  | Flare                  | 5:54 |
| 8.  | Prism                  | 6:01 |